# ヨハネス・カイザー
ヨハネス・マクシミリアン・カイザー・バレンツ・フォン・ホーエンハーゲン（ドイツ語: Johannes Maximilian Kaiser Barents von Hohenhagen, 1976年1月5日 - ）は、チリの政治家、YouTuber。極右的な政治スタンスで知られ、国家自由党（Partido Nacional Libertario）の創設者および代表を務めている。かつてはチリ共和党のメンバーでもあり、2022年3月よりチリ共和国下院の第10選挙区（サンティアゴ首都圏）から国会議員を務めている。
複数のメディアにより、「極端な保守主義者」「右翼ポピュリスト」「ピノチェト主義者」「極右政治家」と評されている。また本人は自らを「反動主義者（reaccionario）」と表現している。

## 経歴

### 家族と初期の人生
1976年1月5日、チリのサンティアゴにて、弁護士で企業家のフアン・クリスティアン・カイザー・ヴァグナー（Juan Cristián Kaiser Wagner）と、ロスマリー・アンヘリカ・バレンツ・ヘンスゲン（Rosmarie Angelika Barents Haensgen）の長男として誕生。両親は共にドイツ系チリ人である。
彼の祖父フリードリヒ・エルンスト・カイザー・リヒター（Friedrich Ernst Kaiser Richter）は、1936年にアドルフ・ヒトラーの政権掌握を逃れてドイツのヴュルテンベルクからチリに亡命し、南部のビジャリカに定住。1956年から1957年まで同市の市長を務めた。
両親の離婚後、母親が姓を「バレンツ＝フォン・ホーエンハーゲン」に変更し、ヨハネスを含む6人の子どもも同様に姓を変更した。兄弟姉妹には著名な弁護士アクセル・カイザーと政治評論家バネッサ・カイザーがいる。

### 学歴と職歴
チリ国内のドイツ系学校で教育を受け、リベルタドール・ベルナルド・オイギンス陸軍士官学校で高校を卒業。1995年にはフィニステッラエ大学の法学部に入学するが中退。その後ドイツのハイデルベルク大学で学び、さらにオーストリアのインスブルック大学でも政治学、歴史、法学などを学ぶも、いずれも卒業に至らなかった。
インスブルック在住中は、レストラン経営、自動車販売、建設作業員、ホテルの受付係、FCヴァッカー・インスブルックのスポーツ記者など、さまざまな職種を経験した。

## 政治的経歴

### デジタル活動家としての出発
2013年にYouTubeチャンネル「El Nacional-Libertario」を開設し、保守的・リバタリアン的な内容を配信し始めた。2016年からは定期的に政治番組を配信し、元陸軍准将ミゲル・クラソノフに関するドキュメンタリーも公開した。
2017年からホセ・アントニオ・カストの選挙運動を支援し、2019年には彼の創設したチリ共和党に入党。2021年の総選挙で第10選挙区から下院議員に当選した。

### 論争と党脱退
2021年には女性参政権を揶揄した過去の発言が物議を醸し、共和党を離党。以後は無所属ながら共和党の会派に属し続け、2022年に再入党するが、2024年1月に再び離党した。理由は党内の意見統一に対する反発であり、憲法改正国民投票で「反対票」を投じたことによる制裁であった。

### 国家自由党の創設と大統領選への野望

パーティーのロゴ

2024年6月、カイザーはチリ選挙管理委員会に国家自由党の結成を届け出た。党は極右的な綱領を掲げ、国境封鎖、ジェンダー政策の撤廃、省庁の削減、治安重視などを主張している。
2025年の大統領選挙に向けて同年2月に出馬表明を行い、当初は右派連合の予備選に参加する意向を示していたが、後に独自候補としての出馬を決定した。

## 政策と思想
カイザーは自由至上主義、古典的自由主義、社会保守主義を掲げ、国家の最小化と市場の最大化を主張する。特に銃所持の自由、堕胎禁止、移民制限に強い立場を取り、ピノチェト政権を擁護する歴史観を持っている。
また、自身を「反動主義者」と称し、ジェンダー理論やLGBTQ+の権利運動に対して批判的である。

## 私生活
2022年、UDIのアドバイザーだったイヴェット・アバリア・ヴェラ（Ivette Avaria Vera）と結婚し、2023年には娘が誕生した。前の関係で2人の子どももいる。彼の家族全体が東方正教会に改宗している。